# Hodovo (Republika Serbska)
Hodovo (cyr. Ходово) – wieś w Bośni i Hercegowinie, w Republice Serbskiej, w gminie Berkovići. W 2013 roku liczyła 8 mieszkańców.